# UFC 294
UFC 294: Makhachev vs. Volkanovski 2 — турнир по смешанным единоборствам, организованный Ultimate Fighting Championship, который был проведён 21 октября 2023 года в спортивном комплексе «Etihad Arena», расположенной на территории «UFC Fight Island» (Бойцовский остров UFC) в окрестностях города Абу-Даби, ОАЭ.

## Подготовка турнира
Данный турнир станет 18-м мероприятием организации, проводимым в Абу-Даби. В предыдущий раз турнир здесь проводился год назад, это был UFC 280 в октябре 2022 года.

### Главные события турнира
Изначально в качестве заглавного события запланирован бой-реванш за титул чемпиона UFC в лёгком весе, в котором должны встретиться действующий чемпион данной весовой категории россиянин Ислам Махачев и бывший чемпион UFC в лёгком весе бразилец Чарльз Оливейра (#1 в рейтинге). Впервые бойцы встречались друг с другом годом ранее на турнире UFC 280 в бою за вакантный титул чемпиона UFC в лёгком весе. Тогда Махачев победил удушающим приёмом во 2-м раунде и завладел чемпионским титулом. Бывший чемпион польского промоушена KSW в полулёгком и лёгком весе, а также текущий #6 в рейтинге UFC в лёгкой весовой категории, поляк Матеуш Гамрот официально назначен резервным бойцом для заглавного события.
Тем не менее, 10 октября стало известно, что Оливейра получил сильное рассечение брови во время тренировочного спарринга и вынужден сняться с боя. Ему на замену выйдет действующий чемпион UFC в полулёгком весе Александр Волкановски, для которого бой против Махачева также будет являться реваншем. Впервые они встречались в феврале 2023 года на турнире UFC 284 и тогда в равном противостоянии единогласным решением победил Махачев.
| Заглавное событие — Лёгкий вес — Бой за титул чемпиона | Заглавное событие — Лёгкий вес — Бой за титул чемпиона | Заглавное событие — Лёгкий вес — Бой за титул чемпиона |
| --- | --- | ------------------------------------------------------ |
| Ислам Махачев | | Александр Волкановски                                  |
| ИСЛАМ РАМАЗАНОВИЧ МАХАЧЕВ 30 лет (27.09.1991) Рост 178 см, размах рук 179 см Гражданство: Происхождение: Лакцы Место рождения: Махачкала, Дагестанская АССР, СССР Представляет: Махачкала, Дагестан, Россия «Eagles MMA» / «American Kickboxing Academy» Дебют в UFC — 23.05.2015 | ALEXANDER VOLKANOVSKI «The Great» (Великий) 35 лет (29.09.1988) Рост 168 см, размах рук 182 см Гражданство: Происхождение: / Место рождения: Шеллхарбор, Новый Южный Уэльс, Австралия Представляет: Уинданг, Новый Южный Уэльс, Австралия «Freestyle Fighting Gym» / «City Kickboxin» Дебют в UFC — 26.11.2016 |                                                        |
| Последние бои: 12.02.2023, Александр Волкановски (ч), SDEC 22.10.2022, Шарлис Оливейра (#1), SUB2 26.02.2022, Бобби Грин, TKO1 30.10.2021, Дэн Хукер (#6), SUB1 17.07.2021, Тиагу Мойзес (#14), SUB4                                                                              | Последние бои: TKO3, Яир Родригес (вч), 08.07.2023 SDEC, Ислам Махачев (ч), 12.02.2023 UDEC, Макс Холлоуэй (#1), 02.07.2022 TKO4, Чон Чхан Сон (#4), 09.04.2022 UDEC, Брайан Ортега (#2), 29.05.2021 |                                                        |

Изначально в качестве второго по значимости события турнира был запланирован бой в среднем весе, в котором должны были встретиться бывший претендент на титул чемпиона UFC в среднем весе бразилец Паулу Коста (#6 в рейтинге) и российско-шведский боец Хамзат Чимаев (#4 в рейтинге полусреднего веса), который сменил весовую категорию и поднялся в средний вес. Однако, вслед за срывом главного события соглавный бой турнира также был заменён. 11 октября было официально объявлено, что Коста всё-таки снимается с боя из-за перенесённой операции на локте, о чём стало известно днём ранее, и его заменит бывший доминирующий чемпион UFC в полусреднем весе Камару Усман (#1 в рейтинге полусреднего веса). Бой запланирован в среднем весе. Надо отметить, что Хамзат Чимаев ещё весной проявлял желание провести бой с Усманом, в тот момент это казалось лишь способом привлечения внимания. Препятствием для поединка были разные весовые категории бойцов: Усман провел всю карьеру в 77 кг, в то время как Чимаев уже перешел на категорию выше. Сейчас же Усман согласился на бой в весовой категории Хамзата, тем более на таком коротком уведомлении, что только добавляет интереса этому противостоянию.
| Соглавное событие — Средний вес | Соглавное событие — Средний вес | Соглавное событие — Средний вес |
| --- | --- | ------------------------------- |
| Камару Усман [#1*] | | [#4*] Хамзат Чимаев             |
| KAMARUDEEN USMAN «Nigerian Nightmare» (Нигерийский кошмар) 36 лет (11.05.1987) Рост 183 см, размах рук 193 см Гражданство: / Происхождение: Место рождения: Аучи, Эдо, Нигерия Представляет: Бока-Ратон, Флорида, США «Kill Cliff FC» Дебют в UFC — 12.07.2015 | ХАМЗАТ ХИЗАРОВИЧ ЧИМАЕВ (ГИРИХАНОВ) «Borz» (Борз/Волк) 29 лет (01.05.1994) Рост 188 см, размах рук 191 см Гражданство: / Происхождение: Чеченцы Место рождения: Гвардейское, Чечня, Россия Представляет: Абу-Даби, ОАЭ «Ахмат ММА» Дебют в UFC — 15.07.2020 |                                 |
| Последние бои: 18.03.2023, Леон Эдвардс (ч), UDEC 20.08.2022, Леон Эдвардс (#2), KO5 06.11.2021, Колби Ковингтон (#1), UDEC 24.04.2021, Хорхе Масвидаль (#4), KO2 13.02.2021, Гилберт Бёрнс (#1), TKO2                                                         | Последние бои: SUB1, Кевин Холланд, 10.09.2022 UDEC, Гилберт Бёрнс (#2), 09.04.2022 SUB1, Ли Цзинлян (#11), 30.10.2021 KO1, Джеральд Миршарт, 19.09.2020 TKO1, Рис Макки, 25.07.2020                                                                        |                                 |

### Анонсированные бои
| Бой | Весовая категория    | Участники боёв и их статистика перед боем (рекорд ММА / рекорд UFC / серия) | Участники боёв и их статистика перед боем (рекорд ММА / рекорд UFC / серия) | Участники боёв и их статистика перед боем (рекорд ММА / рекорд UFC / серия) | Участники боёв и их статистика перед боем (рекорд ММА / рекорд UFC / серия) | Участники боёв и их статистика перед боем (рекорд ММА / рекорд UFC / серия) | Участники боёв и их статистика перед боем (рекорд ММА / рекорд UFC / серия) | Участники боёв и их статистика перед боем (рекорд ММА / рекорд UFC / серия) | Участники боёв и их статистика перед боем (рекорд ММА / рекорд UFC / серия) | Участники боёв и их статистика перед боем (рекорд ММА / рекорд UFC / серия) | Участники боёв и их статистика перед боем (рекорд ММА / рекорд UFC / серия) |
|     |                      | Главный кард (Main Card, PPV)                                               |                                                                             |                                                                             |                                                                             |                                                                             |                                                                             |                                                                             |                                                                             |                                                                             |                                                                             |
| 1   | Лёгкий вес           | Ислам Махачев Islam Makhachev                                               | Ч .                                                                         | 24-1 13-1                                                                   | +12                                                                         | vs.                                                                         | Александр Волкановски▲ Alexander «The Great» Volkanovski                    | Ч* .                                                                        | 26-2 13-1                                                                   | +1                                                                          | [ 9 ]                                                                       |
| 2   | Средний вес          | Камару Усман▲ Kamaru «Nigerian Nightmare» Usman                             | #1* exЧ*, TUFW                                                              | 20-3 15-2                                                                   | -2                                                                          | vs.                                                                         | Хамзат Чимаев Khamzat «Borz» Chimaev                                        | #4* exT(3)*                                                                 | 12-0 6-0                                                                    | +12                                                                         | [ 10 ]                                                                      |
| 3   | Полутяжёлый вес      | Магомед Анкалаев Magomed Ankalaev                                           | #2 exП                                                                      | 18-1-1 9-1-1                                                                | 0                                                                           | vs.                                                                         | Джонни Уокер Johnny Walker                                                  | #7 exT(5), CS                                                               | 21-7 7-4                                                                    | +3                                                                          | [ 11 ]                                                                      |
| 4   | Средний вес          | Икрам Алискеров Ikram Aliskerov                                             | CS                                                                          | 14-1 1-0                                                                    | +6                                                                          | vs.                                                                         | Варлей Алвис▲ Warlley Alves                                                 | TUFW                                                                        | 14-6 8-6                                                                    | -2                                                                          | [ 12 ]                                                                      |
| 5   | Легчайший вес        | Саид Нурмагомедов Said Nurmagomedov                                         | exT(12)                                                                     | 17-3 6-2                                                                    | -1                                                                          | vs.                                                                         | Муин Гафуров Muin «Tajik» Gafurov                                           | CS                                                                          | 18-5 0-1                                                                    | -1                                                                          | [ 13 ]                                                                      |
|     |                      | Предварительный кард (Prelims, ESPN+)                                       |                                                                             |                                                                             |                                                                             |                                                                             |                                                                             |                                                                             |                                                                             |                                                                             |                                                                             |
| 6   | Наилегчайший вес     | Тим Эллиотт Tim Elliott                                                     | #10 exT(5), TUF                                                             | 19-12-1 8-10                                                                | +2                                                                          | vs.                                                                         | Мухаммад Мокаев Muhammad «The Punisher» Mokaev                              | #11 .                                                                       | 9-0 (1) 4-0                                                                 | +9                                                                          | [ 14 ]                                                                      |
| 7   | Лёгкий вес           | Мохаммад Яхья Mohammad Yahya                                                | д .                                                                         | 12-3 -                                                                      | +5                                                                          | vs.                                                                         | Тревор Пик Trevor Peek                                                      | CS                                                                          | 8-1 1-1                                                                     | -1                                                                          | [ 15 ]                                                                      |
| 8   | Легчайший вес        | Джавид Башарат Javid «The Snow Leopard» Basharat                            | CS                                                                          | 14-0 3-0                                                                    | +14                                                                         | vs.                                                                         | Виктор Генри Victor «La Mangosta» Henry                                     |                                                                             | 23-6 2-1                                                                    | +1                                                                          | [ 16 ]                                                                      |
| 9   | Средний вес          | Абу Азайтар Abu «Captain Morocco» Azaitar                                   |                                                                             | 14-3-1 1-1                                                                  | -1                                                                          | vs.                                                                         | Седрик Дюма Sedriques «The Reaper» Dumas                                    | CS                                                                          | 8-1 1-1                                                                     | +1                                                                          | [ 17 ]                                                                      |
| 10  | Лёгкий вес           | Майк Бриден «Money» Mike Breeden                                            | CS                                                                          | 10-6 0-3                                                                    | -3                                                                          | vs.                                                                         | Аншул Джубли Anshul «King of Lions» Jubli                                   | RTU                                                                         | 7-0 1-0                                                                     | +1                                                                          | [ 18 ]                                                                      |
| 11  | Полулёгкий вес       | Натаниэль Вуд Nathaniel «The Prospect» Wood                                 |                                                                             | 19-5 7-2                                                                    | +3                                                                          | vs.                                                                         | Мухаммад Наимов Muhammad «Hillman» Naimov                                   | CS                                                                          | 9-2 1-0                                                                     | +4                                                                          | [ 19 ]                                                                      |
| 12  | Жен. минимальный вес | Виктория Дудакова Victoria Dudakova                                         | CS                                                                          | 7-0 1-0                                                                     | +7                                                                          | vs.                                                                         | Джин Ю Фрей Jinh Yu Frey                                                    |                                                                             | 11-9 2-5                                                                    | -3                                                                          | [ 20 ]                                                                      |
| 13  | Средний вес          | Шарабутдин Магомедов Sharabutdin «Bullet» Magomedov                         | д .                                                                         | 11-0 -                                                                      | +11                                                                         | vs.                                                                         | Бруну Силва Bruno «Blindado» Silva                                          | TUF                                                                         | 23-9 4-3                                                                    | -1                                                                          | [ 21 ]                                                                      |
|     |                      | Отменённые бои                                                              |                                                                             |                                                                             |                                                                             |                                                                             |                                                                             |                                                                             |                                                                             |                                                                             |                                                                             |
|     | Средний вес          | Нассурдин Имавов▼ Nassourdine «Russian Sniper» Imavov                       | #11 .                                                                       | 12-4 (1) 4-2 (1)                                                            | -1                                                                          | vs.                                                                         | Икрам Алискеров Ikram Aliskerov                                             | CS                                                                          | 14-1 1-0                                                                    | +6                                                                          | [ 22 ]                                                                      |
|     | Лёгкий вес           | Ислам Махачев Islam Makhachev                                               | Ч .                                                                         | 24-1 13-1                                                                   | +12                                                                         | vs.                                                                         | Шарлис Оливейра▼ Charles «do Bronx» Oliveira                                | #1 exЧ                                                                      | 34-9 (1) 22-9 (1)                                                           | +1                                                                          | [ 23 ]                                                                      |
|     | Средний вес          | Паулу Коста▼ Paulo «The Eraser» Costa                                       | #6 exП, exT(2), TUF                                                         | 14-2 6-2                                                                    | +1                                                                          | vs.                                                                         | Хамзат Чимаев Khamzat «Borz» Chimaev                                        | #4* exT(3)*                                                                 | 12-0 6-0                                                                    | +12                                                                         | [ 10 ]                                                                      |

Условные обозначения: #5 (1) — текущее (лучшее) место бойца в рейтинге, exЧ(В) — бывший чемпион (временный), exП(В) — бывший претендент на титул чемпиона (временного), exТ(3) — боец входил в рейтинг Топ-15 (лучшее место в рейтинге), д — дебютант, CS — боец участвовал в Претендентской серии Дэйны Уайта, RTU — боец участвовал в шоу Road To UFC, TUF — боец участвовал в шоу The Ultimate Fighter, TUF(W/F) — боец являлся победителем/финалистом The Ultimate Fighter, WEC/SF — боец выступал в WEC или Strikeforce до объединения этих организаций с UFC. * означает, что обозначение относится к весовой категории, отличной от той, в которой боец выступает на турнире.

## Церемония взвешивания
Результаты официальной церемонии взвешивания бойцов перед турниром.
[**] Виктория Дудакова не смогла уложиться в лимит минимальной весовой категории (превышение составило 0,6 фунта) и будет оштрафована на 20 % от своего гонорара в пользу соперника. Поединок пройдёт в промежуточном весе (116,6 фунтов).
[***] Майк Бриден не смог уложиться в лимит лёгкой весовой категории (превышение составило 3,5 фунта) и будет оштрафована на 30 % от своего гонорара в пользу соперника. Поединок пройдёт в промежуточном весе (159,5 фунтов).

## Результаты турнира
В главном бою вечера Ислам Махачев победил Александра Волкановски нокаутом в 1-м раунде. В соглавном бою Хамзат Чимаев победил Камару Усмана решением большинства судей.
| Бой    | Весовая категория            | Результат боя        | Результат боя        | Результат боя | Результат боя | Результат боя | Результат боя         | Результат боя | Способ победы                                 | Раунд | Время | Рефери в ринге |
|        |                              | Главный кард         |                      |               |               |               |                       |               |                                               |       |       |                |
| Бой 13 | Лёгкий вес                   |                      | Ислам Махачев        | Ч             | поб.          |               | Александр Волкановски | Ч*            | Нокаут (удар ногой в голову и добивание)      | 1     | 3:06  | Марк Годдард   |
| Бой 12 | Средний вес                  |                      | Хамзат Чимаев        | #4*           | поб.          |               | Камару Усман          | #1*           | Решение большинства (29-27, 29-27, 28-28)     | 3     | 5:00  | Джейсон Херцог |
| Бой 11 | Полутяжёлый вес              |                      | Магомед Анкалаев     | #2            | vs.           |               | Джонни Уокер          | #7            | Не состоялся (запрещённый удар)****           | 1     | 3:13  | Дэн Мовахеди   |
| Бой 10 | Средний вес                  |                      | Икрам Алискеров      |               | поб.          |               | Варлей Алвис          |               | Технический нокаут (удар коленом и добивание) | 1     | 2:07  | Лукаш Босяцки  |
| Бой 9  | Легчайший вес                |                      | Саид Нурмагомедов    |               | поб.          |               | Муин Гафуров          |               | Сдача, удушающий приём (гильотина)            | 1     | 1:13  | Марк Годдард   |
|        |                              | Предварительный кард |                      |               |               |               |                       |               |                                               |       |       |                |
| Бой 8  | Наилегчайший вес             |                      | Мухаммад Мокаев      | #11           | поб.          |               | Тим Эллиотт           | #10           | Сдача, удушающий прием (ручной треугольник)   | 3     | 3:03  | Джейсон Херцог |
| Бой 7  | Лёгкий вес                   |                      | Тревор Пик           |               | поб.          |               | Мохаммад Яхья         | д             | Единогласное решение (29-28, 30-27, 30-27)    | 3     | 5:00  | Дэн Мовахеди   |
| Бой 6  | Легчайший вес                |                      | Джавид Башарат       |               | vs.           |               | Виктор Генри          |               | Не состоялся (запрещённый удар)*****          | 2     | 0:15  | Лукаш Босяцки  |
| Бой 5  | Средний вес                  |                      | Седрик Дюма          |               | поб.          |               | Абу Азайтар           |               | Единогласное решение (29-28, 29-28, 29-28)    | 3     | 5:00  | Джейсон Херцог |
| Бой 4  | Промежуточный вес (159,5)*** |                      | Майк Бриден          |               | поб.          |               | Аншул Джубли          |               | Нокаут (удары руками)                         | 3     | 3:00  | Марк Годдард   |
| Бой 3  | Полулёгкий вес               |                      | Мухаммад Наимов      |               | поб.          |               | Натаниэль Вуд         |               | Единогласное решение (29-28, 29-28, 29-28)    | 3     | 5:00  | Лукаш Босяцки  |
| Бой 2  | Промежуточный вес (116,6)**  |                      | Виктория Дудакова    |               | поб.          |               | Джин Ю Фрей           |               | Единогласное решение (29-28, 29-28, 29-28)    | 3     | 5:00  | Дэн Мовахеди   |
| Бой 1  | Средний вес                  |                      | Шарабутдин Магомедов | д             | поб           |               | Бруну Силва           |               | Единогласное решение (30-27, 30-27, 30-27)    | 3     | 5:00  | Джейсон Херцог |

[****] Анкалаев нанёс непреднамеренный запрещённый удар коленом, после которого Уокер не смог продолжить бой.
[*****] Башарат нанёс непреднамеренный запрещённый удар в пах, после которого Генри не смог продолжит бой.
Официальные судейские карточки турнира.

## Награды
Следующие бойцы были удостоены денежного бонуса в $50,000:
- Лучший бой вечера: не присуждался
- Выступление вечера: Ислам Махачев, Икрам Алискеров, Саид Нурмагомедов и Мухаммад Мокаев